# 사회주의 시장 경제
사회주의 시장 경제(社会主义市场经济, Socialist market economy)는 중화인민공화국이 도입한 경제이론이며 사회주의 정치체제를 기반으로 자본주의를 일부 반영한 경제체제이다.
사회주의 시장 경제라는 단어 자체는 1992년 제14차 중국 공산당 전국대표대회에서 중국의 개혁개방을 설명하기 위하여 장쩌민이 도입하였다.

## 성립 배경
1978년 중국공산당 제 11기 3중전회에서 덩샤오핑을 중심으로 한 실용주의자들은 '중국적 특색을 지니는 사회주의 건설'이라는 이론적 구상을 새롭게 제시한 바 있다. 거의 10년에 가까운 대규모 개혁의 실험적 실행을 거친 이후 중국지도부는 중국의 사회발전을 위해 가장 필요한 것이 생산력의 급속한 발전이라는 결론에 도달했다. 1987년 10월 중국공산당 제 13차 전국대표대회에서 중국공산당은 현 중국은 사회주의 초급단계에 처해있으며, 무엇보다도 먼저 생산력을 크게 발전시키기 위해서는 시장이 조절의 역할을 충분히 발휘해야 한다고 주장하였다. 1989년의 천안문사건으로 덩샤오핑의 개혁정책이 한동안 주춤거리기는 했지만, 1992년 덩샤오핑이 선전(深圳), 주하이(珠海) 등 경제특구와 상하이를 순방하면서 행한 이른바 '남순강화'(南巡講話)를 계기로 개혁.개방의 불꽃은 다시 한 번 거세게 타오르기 시작했다. 1992년 10월 중국공산당 제14차 전국대표대회에서는 지난 14년 간 이룩한 개혁.개방의 성과를 평가한 후 사회주의 경제의 본질에 대한 인식전환을 표명하였다. 개혁.개방이 지향하는 바는 다름 아닌 '사회주의 시장경제'의 건설이었다.

## 같이 보기
- 사회주의 지향 시장 경제
- 개혁개방
- 중국 특색 사회주의